# Club Atlético San Juan
El Club Atlético San Juan es un club deportivo argentino fundado el 12 de febrero de 1910 en la ciudad Banda del Río Salí, Tucumán. El club tiene como actividad principal al fútbol y esta afiliado a la Liga Tucumana de Fútbol.

## Historia

### Fundación y primeros pasos
Los orígenes del Club Atlético San Juan están estrechamente relacionados con el Ingenio San Juan, ya que fue fundado por Ramón Paz Posse, dueño del ingenio y por los empleados y obreros del Ingenio el 12 de febrero de 1910. El club fue uno de los principales impulsores del fútbol fuera de la capital tucumana. El club empezó compitiendo en partidos amistosos y participando en la Federación Cruzalteña de Football, pero luego se unió al campeonato de mayor importancia en la provincia, la Federación Tucumana, aunque jugó solamente en el ascenso de la federación. En 1935 se afilió a la Asociación Cultural de Football, dónde se consagró campeón en varias ediciones.

### Liga Tucumana
En 1977 pasó a formar parte de la Liga Tucumana, en dónde tuvo altibajos, sin poder conseguir hasta ahora, el título.En la temporada 1989/90 tuvo su primera experiencia internacional al disputar el Torneo del Interior, donde llegó hasta la fase final de la región norte, donde terminó cuarto detrás de Gimnasia de Jujuy, Gimnasia y Tiro y Atlético Concepción. En la temporada 1995/96 disputó el Argentino B y llegó hasta la segunda fase. En 2014 disputó el Torneo del Interior.

## Básquet
San Juan también fue pionero en la práctica del Básquet en Tucumán, en 1929 participó en la fundación de la Federación Tucumana de Basket Ball y ese mismo año sería subcampeón, por detrás de Talleres de Tafí Viejo.

## Clásicos
San Juan disputa el Clásico Bandeño ante Atlético Concepción y el Clásico del Este ante Lastenia.

## Estadio
En 1925 construyó su estadio, con el apoyo del ingenio. Su estadio se ubica en la Avenida Santo Cristo y El Carmen en la Banda del Río Salí, Cruz Alta. El 15 de marzo de 1931, el club inauguró su estadio definitivo. Para la ocasión, se jugó un partido entre el local y el campeón tucumano de 1930, Atlético Tucumán, ganando por 4 a 1 el equipo decano, contando en sus filas con el crack decano Alberto Fassora.

## Colores
Su camiseta es la camiseta azul con detalles blancos.